# Bolona
Bolona, jedna od skupina Palta Indijanaca čoji se jezik nekada govorio u provinciji Loja u Ekvadoru. Bile su im srodne skupine Palta, Malacato, Rabona i Xiroa koje se klasificiraju po neki autorima porodici jivaroan. 

## Vanjske poveznice
- El Conjunto...  Arhivirana inačica izvorne stranice od 5. ožujka 2016. (Wayback Machine)